# Kopys
Kopys (bělorusky Копысь) je sídlo městského typu ve Vitebské oblasti v Bělorusku.

## Dějiny
První zmínka o Kopysu je z roku 1059, kdy byl součástí Polockého knížectví. Od 14. století náležel k Litevskému velkovévodství. V 16. století bylo s přispěním německých kolonizátorů vysazeno město podle magdeburského práva na obdélném půdorysu s pravoúhlou sítí ulic. V nich ovšem zůstala většina domů dřevěných, nikoliv zděných. 

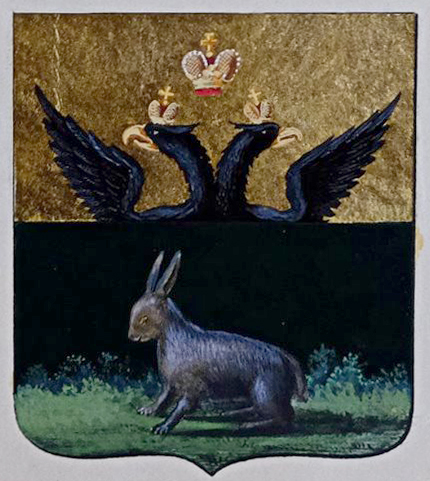
Znak města v roce 1843

Městu vládla rodina vévodů z Ostrogu. V roce 1594 Kopys spolu s městem Romanovo (po roce 1920 Lenino) připadl sňatkem Radziwillům. Založili zde hrad s dvojitým valem na obranu před Ruskem. Při rusko-polské válce v letech 1654–1667 se 11. srpna 1654 města zmocnilo moskevské vojsko. Rusové okupovali Kopys znovu v letech 1655–1659, v roce 1707 jej carské vojsko Petra I. vypálilo. Z této doby byl ve městě památný domek, ve kterém car údajně bydlel. Při dělení Polska v roce 1772 Rusové Kopys zabrali definitivně. Od 19. století městské hospodářství prosperovalo především výrobou keramických obkladaček. 
V osmnáctém a devatenáctém století bylo město nábožensky rozděleno na židovské centrum chasidismu a sídlo evangelické reformované církve. Významná židovská menšina zde zůstala až do druhé světové války. Při sčítání lidu roku 1897 měl Kopys 3384 obyvatel, z toho 1399 Židů. V roce 1926 měl 3584 obyvatel, z toho 1926 Židů. 
V červenci 1941 začala německá okupace následovaná holocaustem. V bývalé textilní továrně u Kopysu bylo zřízeno ghetto, ve kterém bylo 12. ledna 1942 zavražděno na 250 židovských obyvatel. Počet obětí do roku 1944 přesáhl 430.
Od roku 1991 je město součástí Běloruské republiky.
Roku 2007 byl postaven nový most přes řeku Dněpr.

## Městské symboly

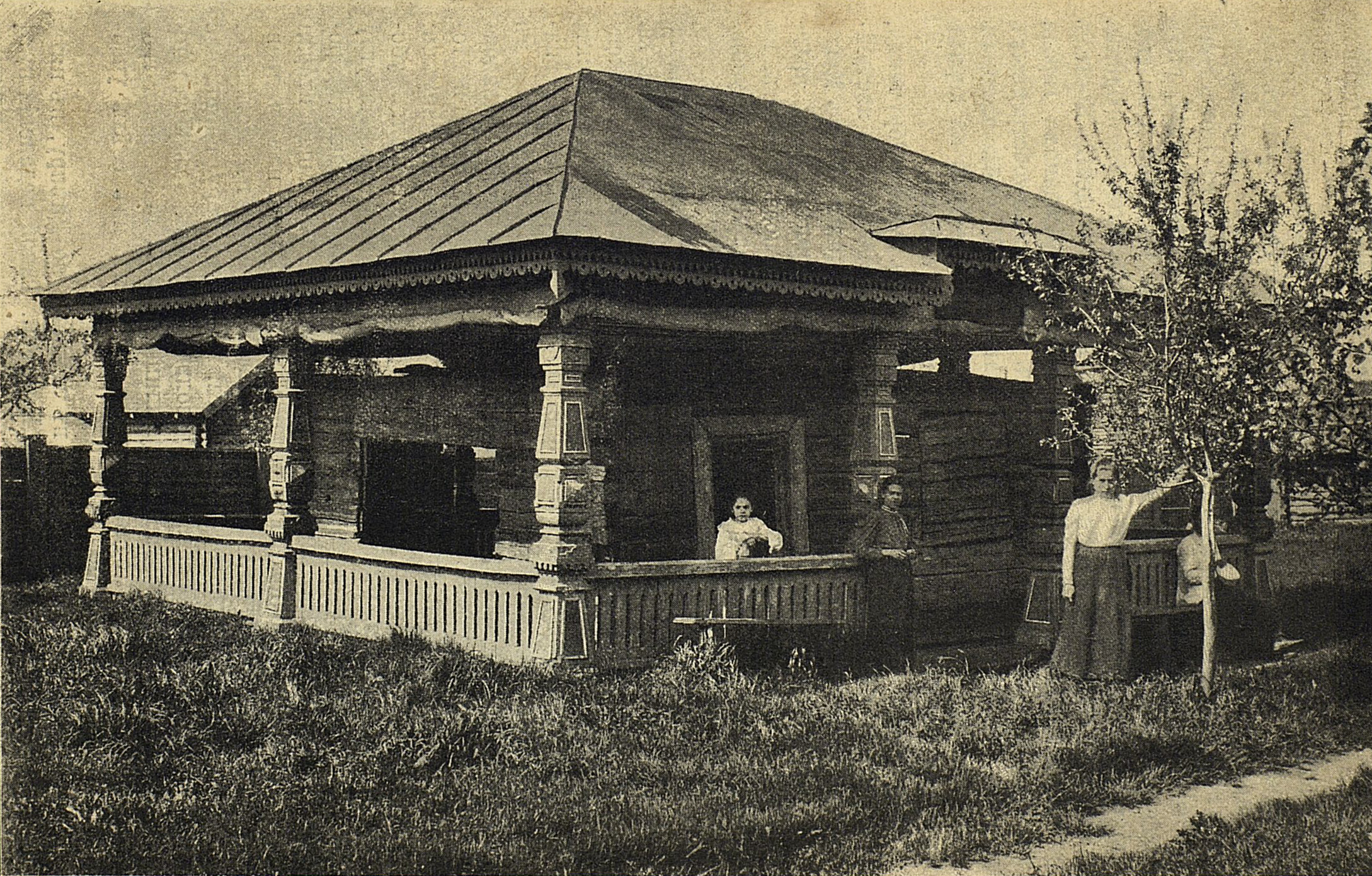
Památný domek Cara Petra I. na snímku z let 1890–1899

### Znak
Dělený znak se zajícem a poloviční orlicí ruského impéria město užívalo od roku 1710 až do zrušení znaků feudální heraldiky v roce 1918. Ve zjednodušené verzi bez orlice byl znovu zaveden v období perestrojky a užívá se dosud.

## Geografie
Kopys leží na levém, východním břehu Dněpru, který zde tvoří hranici mezi Vitebskou a Minskou oblastí. Je vzdálen přibližně pětatřicet kilometrů jihozápadně od Orši, správního střediska Aršanského rajónu, do kterého Kopys patří.

## Doprava
Na druhém břehu Dněpru od města je stanice Kopys na železniční trati z Orši do Mohyleva.

## Zaniklé památky
- Knížecí hrad Radziwillů
- Domek cara Petra I.
- Svatyně: pravoslavný kostel, evangelický kostel, synagoga, radnice

## Rodáci
- David Remez (1886–1951), izraelský politik
- Venjamin Blažennyj (původním jménem Benjamin Eisenstadt), (1921–1999), běloruský židovský básník-disident; jeho básně časopisecky vyšly poprvé r. 1982, knižně po roce 1990[3]
- Alexandr Lukašenko (* 1954), běloruský prezident